# بات والتر
بات والتر (بالإنجليزية: Patrick Walter) هو مجدف كندي، ولد في 16 فبراير 1959 في كالغاري في كندا.

## وصلات خارجية
- بات والتر على موقع الاتحاد الدولي للتجديف (الإنجليزية)
- بات والتر على موقع اللجنة الأولمبية الدولية (الإنجليزية)
- بات والتر على موقع أوليمبيديا (الإنجليزية)
- بات والتر على موقع اللجنة الأولمبية الكندية (الإنجليزية)
- بات والتر على موقع اتحاد ألعاب الكومنولث (مؤرشف) (الإنجليزية)